# Miguel Ángel Silva
Miguel Ángel Matamoros Silva (Zafra, Badajoz, 25 de enero de 1994) es un torero español.

## Biografía
Miguel Ángel Silva nació el 25 de enero de 1994 en Zafra. Formó parte de la Escuela taurina de Badajoz. Debutó en público el 21 de febrero de 2009 en la. Plaza de toros de Mérida. Debutó con picadores en la Plaza de toros de Olivenza el 3 de marzo de 2013 junto a Posada de Maravillas, José Garrido y Lama de Gongora con novillos de El Freixo al que le corto una oreja. Se presentó en las Ventas el 5 de julio de 2015 junto a Fernando Rey y Clemente con novillos de Guadaira
Tomo la alternativa en la Plaza de toros de Zafra de 1 de octubre de 2016 con toros de Zalduendo y Cayetano Muñoz teniendo de padrino a Morante de la Puebla y a Ginés Marín de testigo, salió por la puerta grande tras cortar dos orejas. Hasta 2019 estuvo apoderado por José María y Ángel Alonso tras 7 años juntos Ha compaginado su carrera de torero con la de periodista para Espejo Público.